# パオリノ・アンブロッシモ
パオリノ・アンブロッシモ（Paolino Ambrosino、1989年2月17日 - ）は、イタリアのラツィオ州ローマ県ネットゥーノ出身のプロ野球選手(外野手)。現在は、イタリアンベースボールリーグのフォルティチュード・ボローニャに所属している。

## 経歴

### ネットゥーノ時代
地元のネットゥーノ・ベースボールクラブと契約を結びプロ入りを果たした。
2006年は打率143、0本塁打、1打点、1安打を記録した。
2007年は25試合に出場し、打率143、0本塁打、1打点、5安打を記録した。
2008年は29試合に出場し、打率171、1本塁打、8打点、12安打、5盗塁を記録した。
2009年は29試合に出場し、打率143、1本塁打、3打点、11安打、1盗塁を記録した。
2010年は36試合に出場し、打率277、1本塁打、12打点、26安打、0盗塁を記録した。
7月に第31回ヨーロッパ野球選手権大会のイタリア代表に選出された。
2011年は39試合に出場し、打率195、1本塁打、15打点、25安打、8盗塁を記録した。
オフの10月に第39回IBAFワールドカップのイタリア代表に選出された。
2012年は42試合に出場し、打率256、0本塁打、20打点、40安打、11盗塁を記録した。
9月に第32回ヨーロッパ野球選手権大会のイタリア代表に選出された。
2013年は23試合に出場し、打率298、1本塁打、13打点、25安打、11盗塁を記録した。同年限りで、退団した。

### ボローニャ時代
2014年からフォルティチュード・ボローニャでプレーする事となった。
同年は打率309、0本塁打、6打点、17安打、8盗塁を記録した。
2015年オフの10月23日に第1回WBSCプレミア12のイタリア代表に選出された。
2017年9月22日にオランダ代表との親善試合である「ヨーロピアン・ベースボール・シリーズ」のイタリア代表に選出された。

## 詳細情報

### 代表歴
- 2010年ヨーロッパ野球選手権大会イタリア代表
- 2011 IBAFワールドカップ イタリア代表
- 2012年ヨーロッパ野球選手権大会イタリア代表
- 2015 WBSCプレミア12 イタリア代表